# Micha Hancock
Micha Danielle Hancock, född 10 november 1992 i McAlester, USA, är en amerikansk volleybollspelare (passare). 
Hancock spelade volleyboll när hon studerade vid Edmond Memorial High School och var framgångsrik med skollaget. Hon fortsatte spela med Penn State Nittany Lions när hon studerade vid Pennsylvania State University 2011-2014. Hon har spelat som proffs sedan 2015, framförallt i olika italienska klubbar. Hon har spelat med landslaget sedan 2014. Med dem har hon vunnit OS 2020 och Volleyball Nations League (damer) tre gånger (2018, 2019 och 2021). Vid OS ersatte hon Jordyn Poulter som ordinarie passar då hon blev skadad i matchen mot Italien.